# Jerusalem Prize
Il Jerusalem Prize for the Freedom of the Individual in Society è un riconoscimento letterario biennale assegnato a scrittori il cui lavoro sia connesso con i temi della libertà dell'uomo, della società, della politica e del governo.
È assegnato nel corso della Fiera Internazionale del Libro di Gerusalemme, e l'insignito di norma rivolge un'allocuzione al momento del ritiro del premio.
Negli anni intermedi, viene assegnata una versione nazionale del premio per promuovere gli autori israeliani: ad esempio, nel 1994 il premio nazionale fu assegnato a Naomi Gal.

## Vincitori
Di seguito una lista dei vincitori del Jerusalem Prize:
| Anno | Nome                 | Nazionalità                     | Lingua             |
| ---- | -------------------- | ------------------------------- | ------------------ |
| 1963 | Bertrand Russell     | Regno Unito                     | inglese            |
| 1965 | Max Frisch           | Svizzera                        | tedesco            |
| 1967 | André Schwarz-Bart   | Francia                         | francese           |
| 1969 | Ignazio Silone       | Italia                          | italiano           |
| 1971 | Jorge Luis Borges    | Argentina                       | spagnolo           |
| 1973 | Eugène Ionesco       | Romania / Francia               | francese           |
| 1975 | Simone de Beauvoir   | Francia                         | francese           |
| 1977 | Octavio Paz          | Messico                         | spagnolo           |
| 1979 | Isaiah Berlin        | Impero russo / Regno Unito      | inglese            |
| 1981 | Graham Greene        | Regno Unito                     | inglese            |
| 1983 | V. S. Naipaul        | Trinidad e Tobago / Regno Unito | inglese            |
| 1985 | Milan Kundera        | / Francia                       | ceco, francese     |
| 1987 | J. M. Coetzee        | Sudafrica                       | inglese            |
| 1989 | Ernesto Sabato       | Argentina                       | spagnolo           |
| 1991 | Zbigniew Herbert     | Polonia                         | polacco            |
| 1993 | Stefan Heym          | Germania                        | tedesco, inglese   |
| 1995 | Mario Vargas Llosa   | Perù / Spagna                   | spagnolo           |
| 1997 | Jorge Semprún        | Spagna                          | francese, spagnolo |
| 1999 | Don DeLillo          | Stati Uniti                     | inglese            |
| 2001 | Susan Sontag         | Stati Uniti                     | inglese            |
| 2003 | Arthur Miller        | Stati Uniti                     | inglese            |
| 2005 | António Lobo Antunes | Portogallo                      | portoghese         |
| 2007 | Leszek Kołakowski    | Polonia                         | polacco            |
| 2009 | Haruki Murakami      | Giappone                        | giapponese         |
| 2011 | Ian McEwan           | Regno Unito                     | inglese            |
| 2013 | Antonio Muñoz Molina | Spagna                          | spagnolo           |
| 2015 | Ismail Kadare        | Albania                         | albanese           |
| 2017 | Karl Ove Knausgård   | Norvegia                        | norvegese          |
| 2019 | Joyce Carol Oates    | Stati Uniti                     | inglese            |
| 2021 | Julian Barnes        | Regno Unito                     | inglese            |